# Arkan Mubayed
Arkan Mubayed (tiếng Ả Rập: أركان مبيض, sinh ngày 28 tháng 3 năm 1983 ở Latakia) là một cầu thủ bóng đá Syria hiện tại thi đấu cho Al-Yarmouk in Jordan.